# Creux d’Entier
Die Höhle Creux d’Entier befindet sich im Berner Jura auf dem Gebiet der Gemeinde Petit-Val des Kantons Bern in der Schweiz. 
Der Eingangsschacht befindet sich auf einer Höhe von 935 m ü. M.
Die Höhle hat eine vermessene Länge von 1722 m und eine maximale Höhendifferenz von −156 m. Die Höhle besteht aus mehreren Vertikalschächten und ein paar horizontalen Galerien. Am tiefsten Punkt befindet sich eine aktive Grabstelle, welche von einheimischen Jurassischen Höhlenforschern vor allem bei schlechter Witterung aufgesucht wird, da Regenwetter die Höhlenbegehung hier nicht beeinträchtigt. In der Höhle sind weisse Höhlenkrebse anzutreffen.